# セガ・システム32
セガ・システム32とは、セガ初の32ビットCPUを採用したアーケードゲーム基板であり、過去の2Dシステムボードの集大成のようなハードウェア構成となっている。具体的にはSystem16のBG機能、System18のサウンド、Y-BOARDのスプライトを統合したような構成になっている（それぞれ、小改良は施されているが、基本仕様は同一）。
本基板は、1991年1月下旬に日本国内で行われたセが主催のプライベートショーで披露され、第一弾としてレーシングゲーム『ラッドモビール』が登場した。
発売当時としては最高のスプライト機能を持ち、稼働したゲームも膨大なスプライトを並べて3次元を表現し、ポリゴンによる3Dゲームに対抗した作品が多い。

## スペック
CPU
NECのV60（NECオリジナルの内部32bit/外部バス16bitのCPU）が使われている。
BG
4画面分使える。拡大縮小機能はあるが、回転機能は無い。自動車ゲーム等でよく使われる、擬似的な道路表現をハード的に行える。
スプライト
表示個数は無制限。拡大縮小機能、αチャンネルをサポート。フレームバッファ式の実装であるため、フレームバッファとして確保された1画面分のビットマップ面に転送できるピクセル数の範囲内はスプライト表示個数に制限は無い。ただし1タイミング内に全てのスプライトの転送が追いつかなかった場合は、フレームごとコマ落ちしたり優先度の低いスプライト群がまるごと表示されないことはある。
サウンド
YM3438（YM2612のCMOS版）を2つとリコー製のRF5c68を搭載する。YM3438の一つは内蔵タイマ機能として使っている。
実力的には演算能力やスプライト機能は優秀だったが、BG面やサウンド周りは量的に必要十分であるものの細かい部分では同世代のシステムボードや汎用設計のボードに多少の遅れをとりつつあった。

## バリエーション
1枚の基板にSystem32の2セット分の機能を統合した、セガ・システム マルチ32が存在する。
CPU（V70に変更）、音源周（YM3438+カスタムPCM28chに変更）、BG用IC、ROMボードは共有されており、1セット分しか搭載されていない。しかしI/O、スプライトIC、BG、スプライトを合成するVDP/Mixerは双発の構成となっている。

## 対応タイトル
セガ・システム32
- ラッドモビール[2][3]
- ラッドラリー[4][5]
- スパイダーマン ザ ビデオゲーム[5]
- F1エキゾーストノート（英語版）[6][7]
- アラビアンファイト[8][9]
- エアレスキュー（英語版）[10][9]
- ゴールデンアックス デスアダーの復讐[11][9]
- ホロシアム（英語版）[12]
- ダークエッジ[13][14]
- バーニングライバル[15][16]
- F1スーパーラップ[17][16]
- エイリアン3・ザ・ガン[16]
- ソニック・ザ・ヘッジホッグ[18][16]
- ジュラシック・パーク（英語版）[19][20]
- ドラゴンボールZ V.R.V.S[21]
- ザ・Jリーグ1994[22]

セガ・システム マルチ32
- スタジアムクロス[23][9]
- タイトルファイト[24][14]
- アウトランナーズ[25][14]
- ハードダンク 3on3[26][21]